# Juliet Burke
 (octobre 2024).
- Si vous ne connaissez pas le sujet, laissez ce bandeau (vous pouvez alors contacter les auteurs).
- Si vous supprimez le contenu mis en cause (vous pouvez préalablement contacter les auteurs),

argumentez précisément cette suppression dans la page de discussion
(un manque de référence n'est pas un argument ; une recherche réelle de référence doit avoir été effectuée, être formellement documentée).
Juliet Burke est un personnage fictif du feuilleton télévisé Lost : Les Disparus. Elle est interprétée par l'actrice Elizabeth Mitchell à partir de la troisième saison.
Juliet est introduit dès le premier épisode de la troisième saison et fait partie des « Autres » menés par Benjamin Linus. Elle a été amenée sur l'île pour ses compétences dans le domaine de la fertilité afin de résoudre les problèmes de naissance chez les Autres. Cependant, elle a été manipulée pour rester sur l'île, l'empêchant de retrouver sa sœur Rachel et son neveu. D'abord présentée comme une femme insensible et froide, Juliet s'avère de plus en plus humaine, notamment dans ses rapports avec Jack Shephard, le leader des survivants du vol 815. Elle finira par rejoindre son camp sur les ordres de Ben, même si elle finira par le trahir pour s'allier définitivement aux naufragés.

## Biographie fictive

### Avant son arrivée sur l'île
Juliet Burke est docteur spécialisée dans la fécondité et vit à Miami. Elle travaille pour son ex-mari, Edmund Burke, à l'Université centrale de Miami. Une partie de ses recherches concernent sa sœur, Rachel, qui, à cause de la chimiothérapie, est stérile. En 2001, à la suite de ses recherches, Richard Alpert souhaite recruter Juliet pour Mittelos Bioscience mais Juliet refuse affirmant en plaisantant qu'elle n'est pas en mesure d'accepter l'offre d'emploi à moins que son ex-mari soit renversé par un bus. Peu après, Juliet apprend que Rachel est enceinte et Edmund meurt après avoir été percuté par un bus. À la suite de cela, Ethan Rom et Richard Alpert renouvellent leur proposition et Juliet accepte. Peu après, le cancer de Rachel est en rémission.

### Sur l'île, avant le crash
Juliet arrive sur l'île à bord du sous-marin des « Autres ». Une semaine après son arrivée sur l'île, en septembre 2001, elle commence une thérapie avec une psychologue, Harper Stanhope. Leur première discussion tourne court lorsque Ben lui remet une maison nouvellement aménagée aux baraquements. Juliet apprécie mais proteste qu'elle n'est sur l'île que pendant six mois. Plus tard, elle rencontre Goodwin, l'ex-mari de Harper.
Juliet se décourage par le manque de résultats dans son travail, mais est forcée de rester sur l'île « jusqu'à ce que son travail soit terminé ». Juliet demande des nouvelles de sa sœur Rachel mais Ben lui révèle que son cancer est revenu. Il promet alors à Juliet que si elle reste, Jacob guérira le cancer de Rachel. Juliet passe ainsi trois ans sur l'île à tenter de trouver une solution aux problèmes d'accouchement auxquels sont confrontés les femmes enceintes. En effet, toutes celles qui sont fécondées sur l'île meurent avant d'accoucher. Malgré tous ses efforts, Juliet ne parvient à trouver aucun remède.
Juliet entretient une liaison avec Goodwin. Lorsque Harper le découvre, elle prévient Juliet que si leur relation continue, alors il y aura des conséquences de la part Ben, ce dernier ayant des sentiments pour Juliet. Quelques jours plus tard, elle découvre sur les radios de Ben que celui-ci est atteint d'une tumeur. Juliet pense donc que Ben a menti lorsqu'il a dit que sa sœur serait guérie et souhaite rentrer chez elle, ce qu'il refuse. La 22 septembre 2004, Juliet et le reste des « Autres » sont témoins du crash du vol Oceanic 815.

### Sur l'île, après le crash
Juste après le crash, Ben envoie Ethan et Goodwin infiltrer les survivants. Il devient alors évident à Juliet que Ben a envoyé Goodwin afin de l'éloigner. Ben emmène ensuite Juliet voir Mikhail à « La Flamme » où il lui montre sur un écran sa sœur en bonne santé en train de jouer avec son fils de deux ans. Juliet pleure et supplie Ben de la laisser rentrer chez elle, mais il refuse. Plusieurs jours plus tard, Ben conduit Juliet dans la jungle où il lui montre le cadavre empalé de Goodwin et lui dit qu'elle « lui appartient ».
Juliet est ensuite chargée d'interroger Jack après sa capture dans la station « L'Hydre ». Elle parvient à convaincre Jack d'opérer Ben mais lui demande également de le tuer au cours de l'opération. Pendant l'intervention, Jack dénonce Juliet et demande la libération de Kate et Sawyer ainsi que de pouvoir quitter l'île en échange de la vie de Ben. Juliet aide alors Kate et Sawyer à s'enfuir en tuant un des « Autres ». Lorsque Ben a une infection à la suite de son opération, Jack sauve Juliet d'une exécution à la suite du crime commis en demandant que Juliet puisse également quitter l'île. Après l'explosion du sous-marin par Locke, Ben charge Juliet d'infiltrer les survivants du vol Oceanic 815 afin de recueillir des informations sur les femmes éventuellement enceintes. Juliet est alors abandonnée aux baraquements par les « Autres » et arrive au camp sous la protection de Jack. Elle informe par la suite Jack de son rôle au sein du camp. Peu avant l'arrivée des « Autres » venus pour enlever les femmes enceintes, Juliet avoue la vérité aux autres survivants et de leur imminente attaque. Juliet et Jack exposent alors leur plan pour contrer leur attaque et pour communiquer avec le Kahana. Alors qu'ils se dirigent vers la tour radio, Juliet, Sawyer et Hurley retournent au camp et sauvent les survivants qui sont restés au camp pour tuer les « Autres ».
Après que Jack a pris contact avec le cargo, les survivants se divisent en deux groupes. Ceux qui pensent que le cargo est venu pour les sauver suivent Jack sur la plage et ceux qui pensent le contraire suivent Locke aux baraquements. Juliet reste alors avec Jack. Quelque temps après, lorsque Faraday et Charlotte, deux des membres de l'équipe scientifique du cargo, disparaissent du camp, Juliet et Jack courent dans la jungle à leur poursuite. Juliet est confrontée à Harper, son ancien thérapeute, qui lui ordonne de tuer Faraday et Charlotte, accusés par Ben de se diriger vers la station « La Tempête » pour libérer un gaz toxique qui tuera tout le monde sur l'île. Lorsque Juliet les retrouve, elle menace Faraday de son arme jusqu'à ce que Charlotte l'attaque. Quand Charlotte lui dit qu'ils ont pour mission de neutraliser le gaz pour éviter que Ben ne l'utilise, Juliet les laisse faire. Lorsque Juliet retourne dehors, elle et Jack s'embrassent. Par la suite, Juliet opère Jack qui souffre de l'appendicite. Quand Daniel revient du cargo en canot pneumatique, Juliet choisit de rester sur la plage jusqu'à ce que chacun soit en lieu sûr. Peu après, le cargo explose et l'île est déplacée par Ben. 
Après plusieurs voyages dans le temps à la suite du déplacement de l'île, Juliet se retrouve en 1974 et intègre le Projet Dharma avec Sawyer, Jin, Miles et Faraday. Au cours des trois prochaines années, elle et Sawyer vivent en couple. En 1977, Jack, Kate, Hurley et Sayid sont de retour sur l'île. Une fois leur couverture grillée, Juliet et Sawyer sont capturés et mis dans le sous-marin afin d'être expédiés vers le continent. Cependant, ils s'enfuient lorsqu'ils apprennent que Jack va détruire le chantier de la station « Le Cygne » avant qu'il puisse être achevé. Elle décide alors d'aider Jack, en espérant que si son plan fonctionne, qu'elle ne rencontrera jamais Sawyer et donc ne le perdra jamais. Lorsque la poche d'énergie électromagnétique est percée, Juliet est attirée au fond du puis après s'être pris les pieds dans une chaîne, malgré la tentative de Sawyer et Kate de l'empêcher de tomber. Juliet survit cependant à la chute et parvient à frapper l'engin nucléaire et de le faire exploser.

### Réalité alternative
Dans la réalité alternative, Juliet est médecin à l'hôpital où travaille Jack. Elle et Jack sont les parents d'un garçon, David.